# Julie Horová-Kováčiková
Julie Horová-Kováčiková, též známá jako Júlia Horová-Kováčiková (28. ledna 1906 Bolešiny (samota Činovec) – 5. února 1978 Praha) byla československá sochařka, keramička a pedagožka.

## Život
Narodila se v činoveckém mlýně jako poslední ze dvanácti dětí. Výtvarné nadání se u Horové projevilo již v obecné kreslířské škole, dále živené bylo při studiích na gymnáziu v Klatovech. V letech 1923–1929 Horová studovala sochařství na Vysoké škole uměleckoprůmyslové v Praze, postupně prošla ateliéry Josefa Mařatky, Karla Štipla, Heleny Johnové a čtyřletou speciálkou u Josefa Drahoňovského. Po studiích nastoupila jako asistentka na keramickou školu v Teplicích-Šanově. V roce 1930 Horová odjela na roční stipendijní pobyt do Francie, kde nabývala zkušenosti s keramikou a glazurami v ateliéru francouzského keramika Edmonda Lachenala a ve Francouzském keramickém institutu v Sèvres. Po návratu v roce 1931 krátce pracovala v keramickém závodě v Bechyni, ale ještě tentýž rok se stala profesorkou na Škole uměleckých řemesel v Bratislavě, kde vedla keramické oddělení. Pro praktickou činnost využívala se studenty zázemí keramičky v Modre. Mezi její studenty patřil v letech 1930–1933 také Tibor Honty, který se později stal fotografem umělecké tvorby své učitelky. Na škole Horová setrvala až do jejího zavření v roce 1939, krátce pak učila v Modre a vedla soukromé hodiny keramiky v bratislavském ateliéru. V roce 1939 se vdala za Jozefa Kováčika, poté užívala obě svá příjmení rovnocenně. Po 2. světové válce se mezi lety 1945–1954 intenzivně věnovala vývojářské činnosti pro Ústredie ľudovej umeleckej výroby (ÚĽUV) v Bratislavě, zejména ovlivnila směřování a vzorování pozdišovské keramiky. V letech 1950–1951 vedla keramický ateliér na Vysoké škole uměleckoprůmyslové v Praze, v roce 1951 působila ve svém pražském ateliéru jako samostatná keramička. Keramice se věnovala až do své smrti v roce 1978.

## Tvorba
Počátky sochařské činnosti spadají u Horové-Kováčikové do studijních let na VŠUP v Praze, kdy její práce odrážely zájem o civilní a sociální tematiku. Ve 30. letech při působení v Bratislavě zobrazovala torza v ženském aktu, lidské hlavy, vytvářela kachle s reliéfem. Její sochařská tvorba byla komorní, nehlásila se do soutěží pro díla určená do veřejných prostor. Technologicky byla díla vyvedená v sádře, pálené hlíně, používala také majoliku a fajáns, sofistikované glazury. Po 2. světové válce se k sochařství sporadicky vracela.

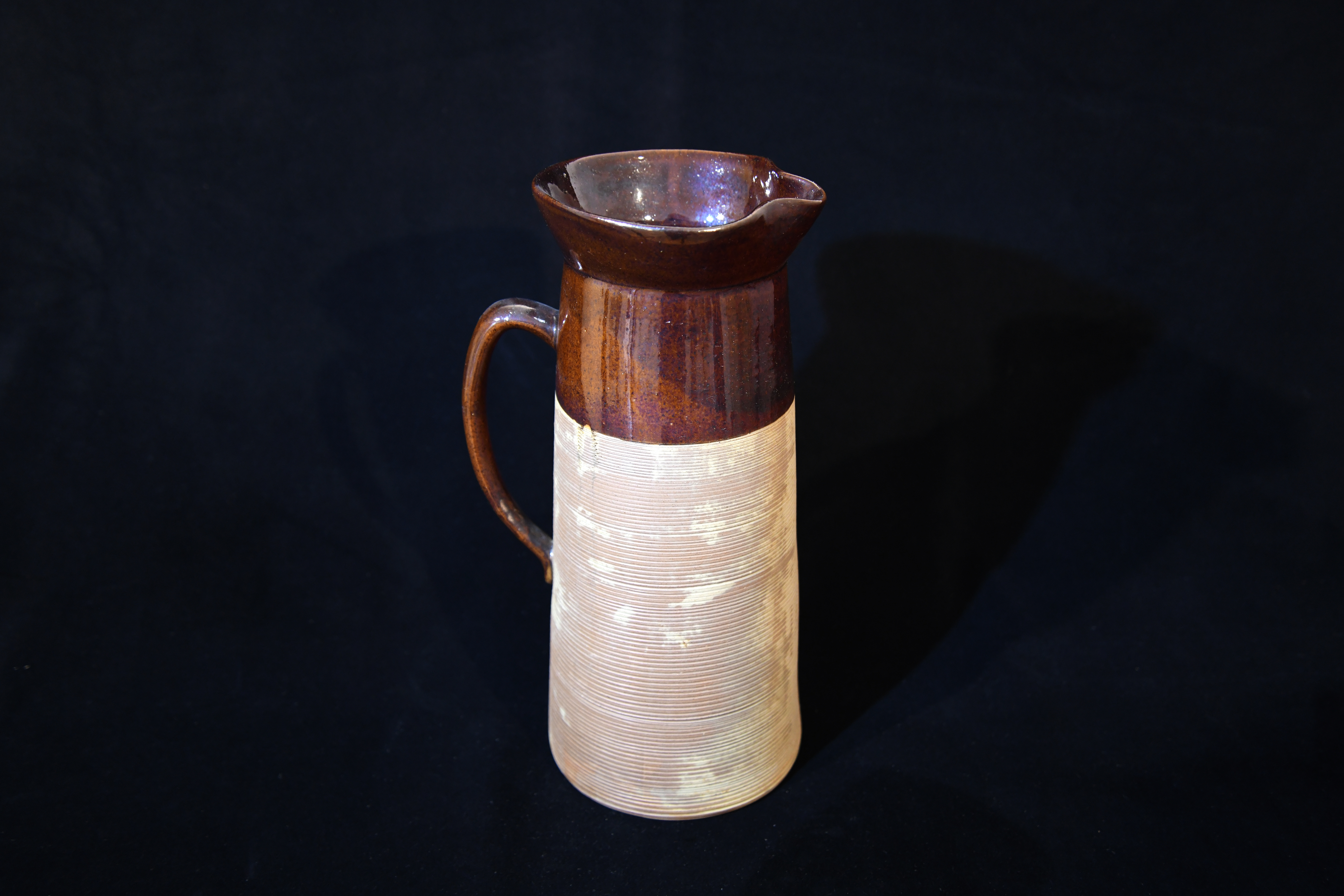
Džbán pro Jihotvar Hrdějovice (60.–70. léta, Městské muzeum Bechyně)

Hlavní uměleckou činností Julie Horové-Kováčikové byla drobná dekorativní a užitková keramika, kterou na přelomu 50. a 60. let 20. století pod vlivem bruselského stylu doplnila rozměrná keramika v podobě stylizovaných zvířecích plastik pro interiéry i zahrady. Zvířecí motivy keramičku provázely již v začátcích tvorby, ale od 60. let pro ně našla osobité tvarosloví vystupující z hrnčířského kruhu či plátů hlíny s minimem glazování. Její práce na hrnčířském kruhu při výrobě duté keramiky, zejména váz, se vyznačovala osobitým uchopením archetypálních a lidových keramických tvarů s užitím škrábaného, vytlačovaného, máčeného a lžícového dekoru doplněného psaním tzv. kukačkou a rožkem. V keramice užívala tvrdou pórovinu, kameninu, terakotu, režnou hlínu, fajáns.
Mimo autorskou tvorbu byla Horová-Kováčiková především průmyslovou návrhářkou. Vytvořila kolem 400 návrhů – váz, plastik, jídelních a nápojových souprav, které byly převedeny na prototypy nebo uvedeny do výroby.

## Umělecký odkaz
Tvorba Horové-Kováčikové více rezonuje ve slovenském výtvarném prostředí. Horová-Kováčiková je považována za průkopnici moderní slovenské keramiky. Ovlivnila zejména směřování lidové pozdišovské keramiky i její tvůrce, mezi které patřil např. Andrej Danko. Je autorkou známého motivu pozdišovských karičiek – tančících postav. Motiv se v různých variacích stále využívá.

### Významné výstavy a ocenění
- 1937 – Světová výstava v Paříži (zlatá medaile)
- 1939 – Světová výstava v New Yorku
- 1958 – Světová výstava v Bruselu
- 1959 – Mezinárodní keramická akademie v Ostende (stříbrná medaile)
- 1960 – Mezinárodní XII. trienále v Miláně
- 1962 – Mezinárodní výstava keramiky v Praze (zlatá medaile)[10]
- 1968 – Mezinárodní bienále umělecké keramiky ve Valauris (zlatá medaile)
- 2015 – Sochárky: výber osobností česko-slovenského sochárstva, Slovenská národní galerie v Bratislavě

### Zastoupení ve sbírkách
- Uměleckoprůmyslové muzeum v Praze
- Moravská galerie v Brně
- Městské muzeum Bechyně
- Slovenská národní galerie
- Slovenské centrum designu